# Nakamura Junpei
Nakamura Junpei (中村 順平) est un architecte japonais né le 29 août 1887 et mort le 24 mai 1977. Formé en France à l'École des beaux-arts de Paris, il exerce comme enseignant à l'université de Yokohama où il forme plusieurs générations d'architectes japonais à l'architecture européenne.